# غونزالو غارسيا (لاعب كرة قدم مواليد 2004)
غونزالو غارسيا توريس (بالإسبانية: Gonzalo García Torres) (مواليد 24 مارس 2004) هو لاعب كرة قدم إسباني محترف يلعب كمهاجم مع ريال مدريد في الدوري الإسباني.
كان غارسيا أحد خريجي أكاديمية الشباب في SEK وشارك معهم من 2008 إلى 2010، ثم لعب لنادي سانتا باربرا من 2010 إلى 2012، ثم أنتقل إلى نادي جاراما ريس من عامي 2012 إلى 2014، ثم أنضم إلى أكاديمية الشباب في ريال مدريد في عام 2014 هو في سن العاشرة فلعب لفريق تحت 11 سنة. بعد أن أمضى أربع سنوات في فريق الشباب التابع لريال مدريد، غادر لمدة موسم لأكاديمية مايوركا في موسم 2018-2019 عندما انتقلت عائلته إلى هناك ليلعب مع فريق المتدربين، ثم عاد إلى ريال مدريد في موسم 2019_2020. في يناير 2022، تمت ترقيته إلى فريق ريال مدريد كاستيا ، وظهر لأول مرة معهم في 26 مارس 2022 في مباراة بالدوري ضد ريال بالومبيديكا لينينسي. حيث شارك معهم فكان هدافًا غزير الإنتاج في دوري الدرجة الأولى الإسباني للشباب في موسم 2022-23، ففاز بالثلاثية المحلية تحت 19 عامًا، حيث سجل د 35 هدفًا، مما أكسبه الصعود إلى فريق كاستيا. حيث لعب 5 مباريات مع فريق كاستيا.
كما شارك في موسم 2022-23 في دوري الشباب الأوروبي. في 29 أغسطس 2023، اعتبارًا من موسم 2023-24، تم نقله إلى فريق ريال مدريد .
تلقى غارسيا استدعائه الأول للفريق الأول بعد تعرض الجناح الأساسي فينيسيوس جونيور لإصابة. تم اختياره لقائمة فريق ريال مدريد لأول مرة لمباراة الدوري الإسباني ضد خيتافي في 2 سبتمبر 2023.
وفي 26 نوفمبر 2023، شارك لأول مرة في مباراة رسمية في الدوري مع ريال مدريد بعد أن أشاركه المدرب كارلو أنشيلوتي، ليحل محل رودريغو غوس في الدقيقة 78 ضد نادي قادش على ملعب نويفو اركانخيل وانتهت بالفوز 0-3. شارك لأول مرة في ملعب سانتياغو برنابيو في 2 ديسمبر 2023 ضد نادي غرناطة.

## المسيرة الدولية
غارسيا هو لاعب دولي شاب لإسبانيا، وفي 8 أكتوبر 2021، ظهر لأول مرة مع منتخب إسبانيا لكرة القدم تحت 18 عامًا في مباراة ودية ضد منتخب تركيا لكرة القدم.
حيث لعب لصالح منتخب إسبانيا تحت 19 عامًا شارك في بطولة أوروبا تحت 19 عامًا 2023 في مالطا. حيث لعب أساسيًا في مباريات دور المجموعات ضد منتخب آيسلندا في المباراة التي أنتهت بفوز أسبانيا 1-2،  وضد منتخب اليونان التي أنتهت بفوز أسبانيا 0-5، وبديل ضد منتخب النرويج التي أنهت بالتعادل 0-0. وشارك في مباراة نصف النهائي ضد منتخب إيطاليا ، والتي أنتهت بخسرت إسبانيا 2-3، حيث تم استبدال جارسيا في الدقيقة 57 عندما كانت النتيجة تشير لتأخر إسبانيا 0-1.

## أسلوب اللعب
يعد غارسيا مهاجمًا متعدد المواهب حيث يمكنه اللعب في الخط الأمامي، كجناح على أي من الجانبين، أو كمهاجم مركزي أو كمهاجم ثان. ويمثل تهديدًا مستمرًا في اللعب المفتوح، وقاتلًا أثناء التحولات. إنه لاعب يتمتع بالقوة البدنية ويستطيع استخدام جسده لخلق المساحة وحجب الكرة. إنه هداف غزير الإنتاج، حيث شارك في 25% من أهداف فريقه عندما كن تحت 19 عامًا عندما فازوا بالثلاثية المحلية.

## إحصائيات المهنة
آخر تحديث 24 أغسطس 2024.
| النادي            | الموسم   | الدوري                         | الدوري | الدوري  | الأخري | الأخري  | المجموع | المجموع |
| النادي            | الموسم   | القسم                          | الظهور | الأهداف | الظهور | الأهداف | الظهور  | الأهداف |
| ----------------- | -------- | ------------------------------ | ------ | ------- | ------ | ------- | ------- | ------- |
| ريال مدريد كاستيا | 2021–22  | الدوري الإسباني الدرجة الثالثة | 2      | 0       | —      | —       | 2       | 0       |
| ريال مدريد كاستيا | 2022–23 ‏ | الدوري الإسباني الدرجة الثالثة | 5      | 0       | 3      | 0       | 8       | 0       |
| ريال مدريد كاستيا | 2023–24  | الدوري الإسباني الدرجة الثالثة | 27     | 5       | —      | —       | 27      | 5       |
| ريال مدريد كاستيا | 2024–25  | الدوري الإسباني الدرجة الثالثة | 1      | 0       | 0      | 0       | 1       | 0       |
| ريال مدريد كاستيا | الإجمالي | الإجمالي                       | 35     | 5       | 3      | 0       | 38      | 5       |
| ريال مدريد        | 2023–24  | الدوري الإسباني                | 2      | 0       | 0      | 0       | 2       | 0       |
| الإجمالي          | الإجمالي | الإجمالي                       | 37     | 5       | 3      | 0       | 40      | 5       |

1. ↑  الظهور في تصفيات دوري الدرجة الثالثة 2023

## الأوسمة
ريال مدريد
- الدوري الأسباني: 2023–24 [17]
- دوري أبطال أوروبا: 2023–24 [18]
- كأس بطولة الدوري الإسباني للناشئين: 2023
- كأس الناشئين: 2022، 2023

## روابط خارجية
- غونزالو غارسيا على BDFutbol
- غونزالو غارسيا على LaPreferente (بالإسبانية)
- غونزالو غارسيا  على سكروي
- Real Madrid Juvenil profile